# Have Mercy
"Have Mercy" é o primeiro single solo gravado pela cantora estadunidense Chlöe. A faixa foi lançada em 10 de setembro de 2021, como primeira canção de seu futuro álbum de estreia, depois de ganhar fama como parte do duo Chloe x Halle com sua irmã Halle Bailey. Antes de seu lançamento, um trecho do refrão da música se tornou viral no TikTok. "Have Mercy" é uma canção de pop uptempo com influência de hip hop, e foi produzida pela artista em conjunto com Murda Beatz, Joseph L'étranger, FnZ e BoogzDaBeast.
Com críticas geralmente positivas, "Have Mercy" estreou no número vinte e oito na parada Billboard Hot 100 e na posição treze na parada Hot R&B / Hip-Hop Songs. Um vídeo musical dirigido por Karena Evans foi lançado junto com a própria música, e estrelado por Chlöe como uma chefe de uma irmandade cheia de górgonas que seduzem os homens para transformá-los em pedra.

## Antecedentes e lançamento
Antes de lançar "Have Mercy", Chlöe ganhou fama atuando ao lado de sua irmã Halle Bailey como parte do duo Chloe x Halle, onde ambas lançaram dois álbuns de estúdio: The Kids Are Alright (2018) e Ungodly Hour (2020), através da Parkwood e Columbia Records. Em 2021, ambas embarcaram em projetos solos, com Halle gravando o filme A Pequena Sereia, e Chlöe lançando covers de canções populares nas redes sociais. Em 1 de julho de 2021, em seu aniversário de 23 anos, Chlöe postou um trecho de "Have Mercy" no TikTok, dançando em uma cama com um trecho da música de fundo. O áudio se tornou um viral e foi usado em mais de 800.000 vídeos na plataforma.

Fotos promocionais do single, tiradas por Edwig Stenson (que também fez a maquiagem de Chlöe para as fotos) foram lançadas em 24 de agosto. Ela revelou a data de lançamento e a arte da capa em 6 de setembro.